# Emilio Pericoli

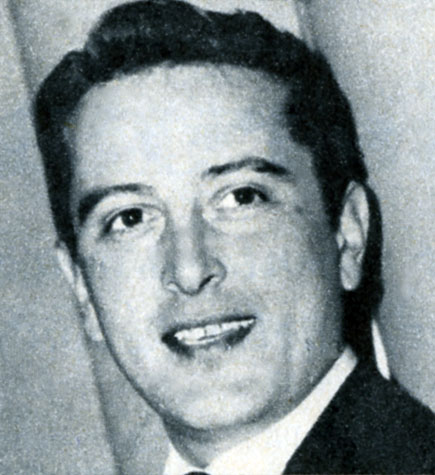
Emilio Pericoli (1965)

Emilio Pericoli (* 7. Januar 1928 in Cesenatico; † 9. April 2013 in  Savignano sul Rubicone) war ein italienischer Sänger.

## Werdegang
Seine Karriere war eng mit dem Sanremo-Festival verknüpft. 1961 nahm Pericoli eine Coverversion des Siegertitels Al di là von Betty Curtis auf. Mit ihm eroberte Pericoli die internationalen Charts. In den US-amerikanischen Billboard-Charts stieg es bis auf Platz 6, in Großbritannien erreichte er Platz 30.
1962 nahm Pericoli dann erstmals selbst am Sanremo-Festival teil. Zusammen mit dem Komponisten Tony Renis sang er die Ballade Quando, quando, quando, die zwar die vorderen Plätze verfehlte, sich aber später zu einem der international bekanntesten italienischen Lieder entwickelte.
Im Jahr darauf trat Pericoli erneut im Duett mit Renis in Sanremo an und konnte sich mit dem Song Uno per tutte in die Siegerliste eintragen. Mit dem Gewinn des Festivals qualifizierte er sich auch für den Eurovision Song Contest 1963. Bei dem in London veranstalteten Wettbewerb erreichte er hinter dem dänischen Ehepaar Grethe und Jørgen Ingmann und der für die Schweiz angetretenen Esther Ofarim Platz 3.